# 焦作站
焦作站位于中华人民共和国河南省焦作市解放区站前路，始建于1965年，并于1966年5月建成。现为二等站，可办理整车、零担货物发到。途径铁路有焦柳铁路、新月铁路、郑焦城际铁路、郑太高速铁路等。目前客运：办理旅客乘降；行李、包裹托运；货运：办理整车、零担货物发到；办理整车货物承运前保管；不办理罐装危险货物到达和整车爆炸品及整车一级氧化剂发到；办理集装箱业务。

## 历史
1961年，为配合太焦铁路焦作-五阳段通车，铁道部决定修建焦作至待王联络线与新月铁路相连，并在沿线新设焦作车站。1966年5月新站建成，专门办理客运业务，原焦作站改为货运车站，并随之改称焦作北站。
1987年12月，新候车营业大楼（现北站房）动工兴建，并于1988年10月建成交付使用。车站站南广场及南站房为鄭焦城際鐵路配套设施，分别于2015年12月和2016年8月开工建设，并均于2018年7月正式投入使用。

## 车站结构

### 站房
车站北站房及广场经过1988年的改造，现占地面积25200平方米，建筑面积4739平方米，主站房建筑面积4019平方米，建筑地上四层。北站房的客运设施有：上下两层候车室一个，软席候车室一个，行包房一个，售票大厅一个，共设四个售票窗口，六台自助取售票机，四台自助取票机。候车室和软席候车室可分别容纳2744名和270名旅客候车。
车站南站房及南广场占地面积38042平方米，其中站房建筑面积9998.5平方米。主体为两层，设候车室一个，售票厅一个，共设4个人工售票窗口和6台自助取票机；南站房设计高峰小时客流量为1055人，可容纳1248人同时候车。其中北站房可乘坐普速列车、动车组列车，南站房仅能乘坐动车组列车。车站南北均设公交车及出租车站台。

### 站场布置
焦作站站场共设7条到发线，5个站台，年运量110余万人次。旅客站台分为2个侧式站台和3个岛式站台，共8个站台面：其中1—3站台为新月场站台，4、5站台为新月场、高速场共用站台，6—7站台为高速场站台，8站台为焦作-南阳寨城际列车专用站台。每个站台均设有长度为249m的雨棚。
| 北↑      |                               | 站前广场 |           |
|          | 售票厅                        | 进站口   | 出站口    |
|          |                               |          |           |
| 侧式月台 |                               |          |           |
| 1站台    | 新月铁路 往月山方向（北朱村） |          |           |
| 2站台    | 新月铁路 往月山方向（北朱村） |          |           |
| 岛式月台 |                               |          |           |
| 3站台    | 新月铁路 往新乡方向（待王）   |          |           |
| 通过线   | 新月铁路 往新乡方向（待王）   |          |           |
| 4站台    | 新月铁路 往新乡方向（待王）   |          |           |
| 岛式月台 |                               |          |           |
| 5站台    | 郑太高速铁路到发线            |          |           |
| 通过线   | 郑太高速铁路上行列车          |          |           |
| 通过线   | 郑太高速铁路下行列车          |          |           |
| 6站台    | 郑太高速铁路到发线            |          |           |
| 岛式月台 |                               |          |           |
| 7站台    | 郑太高速铁路到发线            |          |           |
| 8站台    | 郑焦城际铁路始发终到          |          |           |
| 侧式月台 |                               |          |           |
|          | 售票厅                        | 进站口   | 出站口    |
| 南↓      | ↙出租车站                     | 站前广场 | 公交港湾↘ |

## 旅客列车目的地

### 动车组列车
| 列车所属路局   | 目的地                                                                                       |
| -------------- | -------------------------------------------------------------------------------------------- |
| 呼和浩特局集团 | 包头、郑州东                                                                                 |
| 上海局集团     | 连云港、上海虹桥、太原南、温岭                                                               |
| 太原局集团     | 广州南、杭州西、上海虹桥、太原南                                                             |
| 武汉局集团     | 太原南、武汉                                                                                 |
| 郑州局集团     | 北京西、长治东、焦作西、晋城东、南阳东、南阳寨、沈丘北、深圳北、太原南、郑州、郑州东、周口东 |

### 普通列车
| 列车所属路局 | 目的地   | 车次 |
| ------------ | -------- | ---- |
| 北京局集团   | 北京西   | K474 |
| 北京局集团   | 襄阳     | K473 |
| 郑州局集团   | 北京丰台 | K270 |
| 郑州局集团   | 洛阳     | K269 |
| 太原局集团   | 连云港东 | 1554 |
| 太原局集团   | 太原     | 1553 |
| 广州局集团   | 北京西   | K267 |
| 广州局集团   | 怀化     | K268 |